# Sopra Vicebsk
Sopra Vicebsk è un dipinto (73x93 cm) realizzato nel 1914 dal pittore Marc Chagall.
È conservato nell'Art Gallery of Ontario di Toronto.
In quest'opera Chagall rappresenta la sua città Vicebsk, dove era nato nel 1887. L'enorme figura che sta sospesa sulle case potrebbe essere un mendicante, che rievoca un Ebreo errante oppure proprio il profeta Elia che, secondo una tradizione ebraica, appariva nei momenti di bisogno portando doni ai meritevoli. Quest'ultima ipotesi è plausibile dato che nella sua autobiografia l'artista ci parla di quest'apparizione. Comunque questa curiosa figura verrà ripresa da Chagall in seguito, in altre versioni.
Nella composizione si ritrovano le principali caratteristiche della pittura di Chagall: infatti, il pittore aveva sempre una grande dolcezza e delicatezza nella scelta del soggetto, al contrario degli espressionisti che invece raffiguravano drammaticamente (e spesso violentemente) il loro mondo interiore; i colori sono vivaci ed in contrasto tra loro, come si può constatare nel contrasto tra la neve ed il gruppo di case; infine, Chagall era solito ambientare i suoi dipinti in posti magici e da sogno, dove gli animali e gli umani possono volare liberamente, e non a caso il protagonista è proprio sospeso in aria.